# Escadabius ventricalcaratus
Escadabius ventricalcaratus is een hooiwagen uit de familie Escadabiidae.